# Hashcash
Hashcash je Proof of work systém navržený k obraně proti spamu a DoS útokům. Byl zveřejněn v květnu 1997 jeho autorem Adamem Backem.

## Jak to funguje
Odesílatel musí před odesláním e-mailu přiložit k hlavičce e-mailu textové razítko. Výpočet razítka zabere nezanedbatelné množství strojového času, takže je méně pravděpodobné, že zprávu odesílá spammer. Jediný známý způsob, jak nalézt hlavičku s potřebnými vlastnostmi, je použití hrubé síly, kdy jsou opakovaně vypočítávány různé hodnoty, dokud není nalezen vhodný výsledek. Pokud je uspokojivý výsledek dostatečně vzácný, je nutné provést značné množství pokusů pro jeho nalezení.
Cílem spammera je odeslat velké množství e-mailů s velmi malým nákladem. Nemůže si tedy dovolit investovat strojový čas do výpočtu razítka pro každou jednotlivou zprávu, kterou posílá. Příjemce pak může filtrovat e-maily na základě toho, zda byla tato investice provedena, nebo ne.